# Lawe Pangkat
Lawe Pangkat is een bestuurslaag in het regentschap Aceh Tenggara van de provincie Atjeh, Indonesië. Lawe Pangkat telt 496 inwoners (volkstelling 2010).